# Eric Ehrström

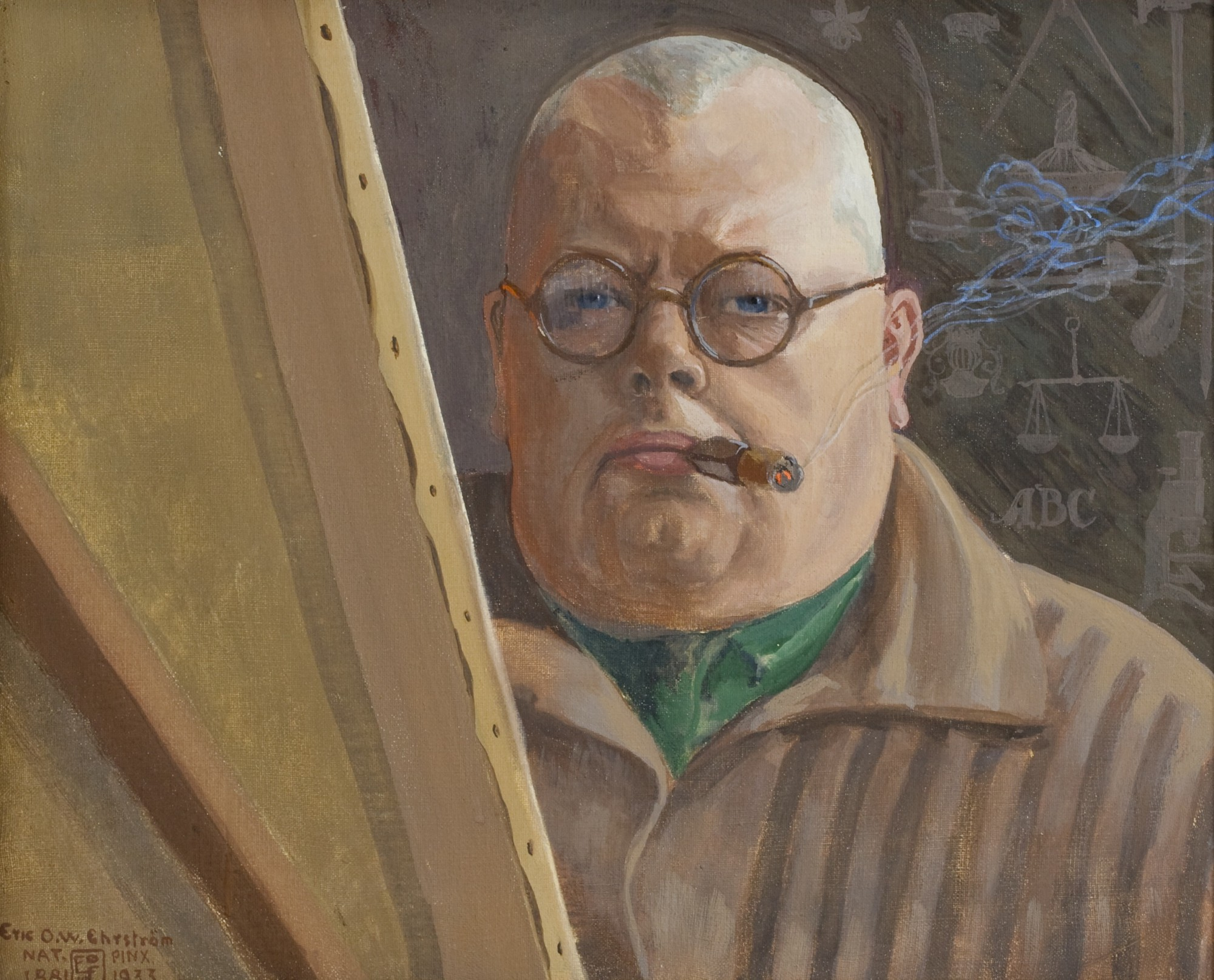
Selbstporträt Eric O. W. Ehrström (1933).

Eric Otto Woldemar Ehrström (* 5. Februar 1881 in Helsinki; † 11. Oktober 1934 ebenda) war ein finnischer Emaillemaler und Metalltreiber.

## Leben
Eric O. W. Ehrström studierte bei Akseli Gallen-Kallela und in Paris. Emailmalereien und Gemälde von ihm befinden sich in der Sammlung des Ateneums in Helsinki. Er schuf neben seinen Emailmalereien Schmuck, Möbelbeschläge und Gebrauchsgegenstände aus Silber, Kupfer und Bronze wie auch aus Schmiedeeisen. Ehrström betätigte sich auch als Heraldiker und fertigte Wappenentwürfe.
Ehrström war verheiratet mit der Malerin Olga Elisabeth Ehrström-Gummerus (1876–1934), Tochter des Herman Erik Gummerus und der Olga Gummerus. Der Diplomat Herman Gummerus war ihr jüngerer Bruder.